# 湯浅秀樹
湯浅 秀樹（ゆあさ ひでき、1964年（昭和39年）2月3日 - ）は、日本の海上自衛官。第51代自衛艦隊司令官。

## 略歴
徳島県出身。防衛大学校（第30期）を卒業後、海上自衛隊に入隊。
職種は水上艦艇で、入隊後は主に護衛艦や海上幕僚監部等で勤務し、第2護衛隊群司令在任中の2013年（平成25年）には米国における統合訓練「ドーン・ブリッツ13」で自衛隊側の訓練統制官を務めた。また、掃海隊群司令在任中には同群の水陸両用戦部隊改編に携わった。その後は海上自衛隊幹部学校長を務めたのち、第39代護衛艦隊司令官を経て、2020年（令和2年）8月7日の閣議において、8月25日付をもって自衛艦隊司令官に任命する旨の人事が了承・発令された。2022年（令和4年）12月23日付で退官。

## 年譜

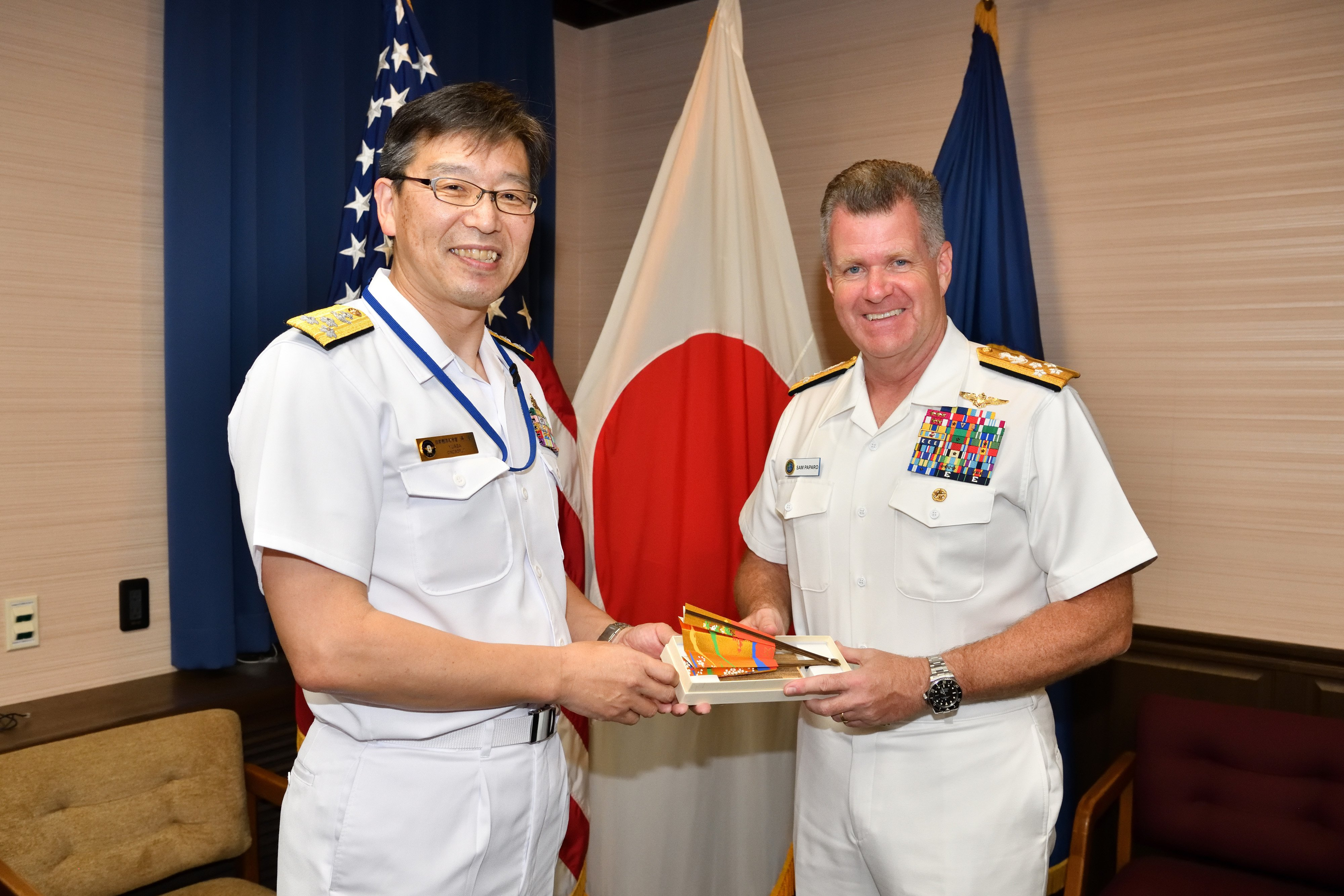
湯浅海将（左）と米海軍太平洋艦隊司令官 サミュエル・J・パパロ海軍大将

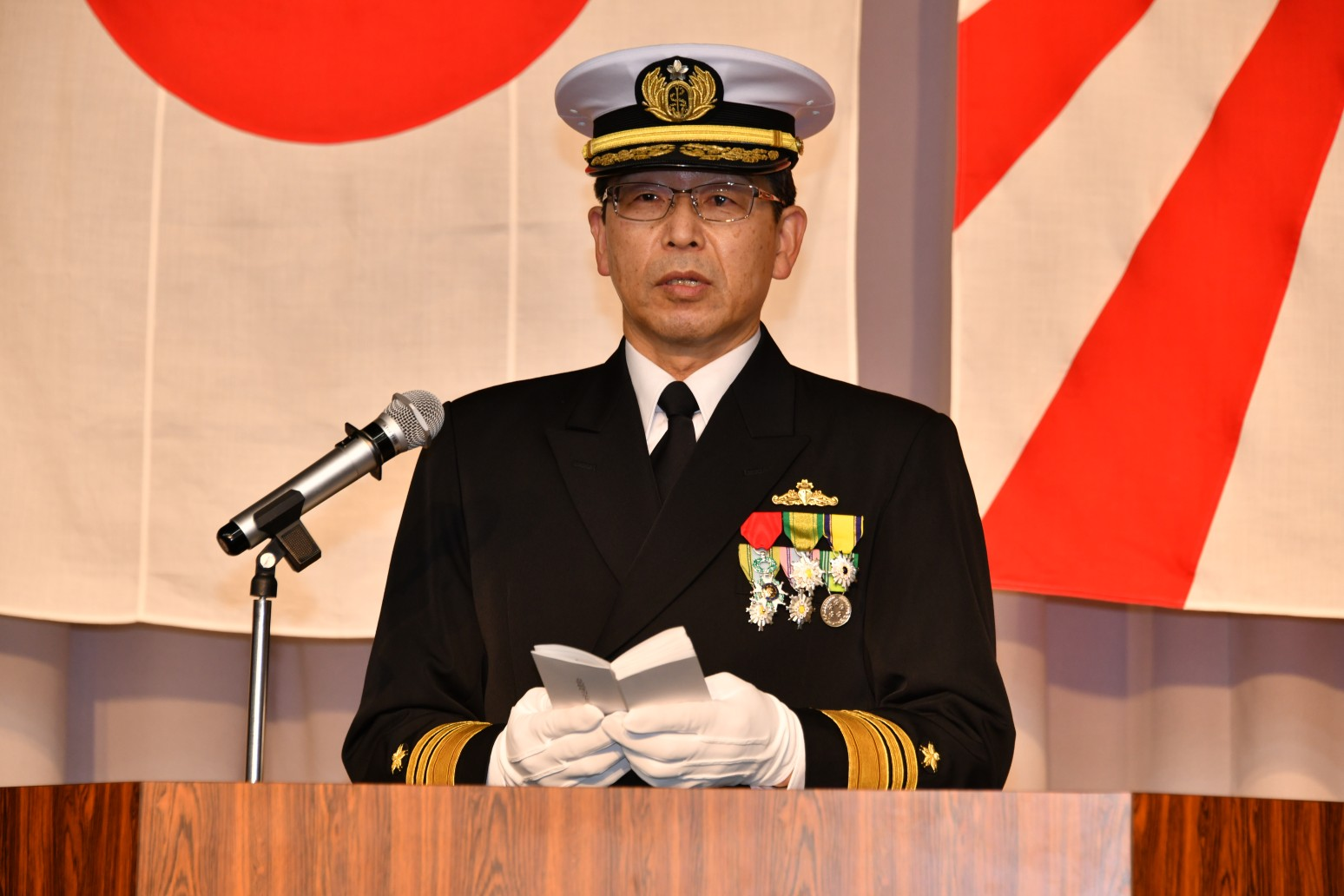
自衛艦隊司令官離任の訓示を行う湯浅海将

- 1986年（昭和61年）3月：防衛大学校第30期（電気工学）卒業、海上自衛隊入隊
- 2000年（平成12年）7月：2等海佐
- 2001年（平成13年）3月：海上幕僚監部防衛部装備体系課勤務
- 2002年（平成14年）8月：護衛艦「みねゆき」艦長
- 2003年（平成15年）8月：防衛研究所所員
- 2004年（平成16年）7月：海上幕僚監部人事教育部補任課勤務
- 2005年（平成17年）1月：1等海佐
- 2007年（平成19年）
  - 8月：海上幕僚監部防衛部装備体系課勤務
  - 12月：海上幕僚監部防衛部装備体系課艦船体系班長
- 2008年（平成20年）12月1日：第14護衛隊司令
- 2010年（平成22年）
  - 3月25日：海上幕僚監部人事教育部補任課服務室長
  - 8月20日：海上幕僚監部人事教育部補任課長
- 2011年（平成23年）12月1日：海将補に昇任、第2護衛隊群司令
- 2013年（平成25年）12月3日：練習艦隊司令官
- 2014年（平成26年）12月15日：防衛大学校訓練部長
- 2016年（平成28年）3月23日：掃海隊群司令
- 2017年（平成29年）12月20日：海将に昇任、海上自衛隊幹部学校長
- 2019年（平成31年）4月1日：第39代 護衛艦隊司令官に就任
- 2020年（令和02年）8月25日：第51代 自衛艦隊司令官に就任
- 2022年（令和04年）
  - 6月2日：日仏両国の連携強化への功績として、レジオン・ドヌール勲章シュヴァリエを受章[6][7]
  - 12月23日：退官[5]
- 2023年（令和05年）4月1日：三菱電機株式会社顧問に就任[8]

## 栄典
- レジオンドヌール勲章シュヴァリエ -  2022年（令和4年）6月2日[6]